# マティルデ・ディ・サヴォイア
マティルデ・ディ・サヴォイア（イタリア語：Matilde di Savoia, 1390年ごろ - 1438年5月14日）は、プファルツ選帝侯ルートヴィヒ3世の妃。ドイツ語名はマティルデ（メヒティルト）・フォン・ザヴォイエン (Matilde (Mechthild) von Savoyen) 。

## 生涯
マティルデはピエモンテ領主およびアカイア公のアメデーオ・ディ・サヴォイアとカトリーヌ・ド・ジュネーヴの娘である。母カトリーヌはヴィエノワのドーファンであるアンベール1世とアンヌ・ド・ブルゴーニュ（ブルゴーニュ公ユーグ3世の曽孫）の間の娘である。アカイア公アメデーオはピエモンテ領主ジャコモとその3番目の妃マルグリット・ド・ボージュー（1346年 - 1402年）の間の息子である。マルグリット・ド・ボージューはエドゥアール1世・ド・ボージューとマリー・ド・ティルの娘であった。
1402年5月7日、マティルデの父アメデーオが死去し、ピネローロの聖フランチェスコ教会に埋葬された。アメデーオには娘しかいなかったため、弟ルドヴィーコが継承した。
マティルデは母カトリーヌと共に親族のサヴォイア伯アメデーオ8世がジュネーブ公領を売却することに反対していたが、1407年に母カトリーヌが死去すると、マティルデは自身の権利をアメデーオ8世に譲渡した。アメデーオ8世は1416年に初代サヴォイア公となった。
叔父ルドヴィーコはマティルデとヴィッテルスバッハ家のプファルツ選帝侯ルートヴィヒ3世との結婚を決めた。婚姻契約は1417年11月30日に結ばれ、同日にピネローロの城でマティルデとルートヴィヒ3世の結婚式も行われた。ルートヴィヒ3世はローマ王ループレヒトとエリーザベト・フォン・ニュルンベルクの間の息子であった。
ルートヴィヒ3世にとってマティルデとの結婚は2度めで、最初にブランシュ・オブ・イングランドと結婚し1子ループレヒト（1406年 - 1426年）をもうけていた。
1436年にルートヴィヒ3世が死去した。その2年後の1438年5月14日にマティルデはゲルマースハイムで死去し、ハイデルベルクの聖霊教会に埋葬された。

## 子女
- メヒティルト（1419年 - 1482年） - ヴュルテンベルク伯ルートヴィヒ1世と結婚、後にオーストリア大公アルブレヒト6世と再婚。
- ルートヴィヒ4世（1424年 - 1449年） - プファルツ選帝侯（1436年 - 1449年）
- フリードリヒ1世（1425年 - 1476年） - プファルツ選帝侯（1451年 - 1476年）
- ループレヒト（1427年 - 1480年） - ケルン選帝侯
- マルガレーテ（1428年 - 1466年） - リーベナウの修道女